# El paraíso (película de 2022)
El paraíso es una película de suspenso dramático animada por computadora para adultos argentina de 2022 dirigida por Fernando Sirianni y Federico Breser que está basada en la serie de televisión Tierra de rufianes creada por Breser. Narra la historia de dos jóvenes polacas que llegan a Argentina y caen engañadas en una red de trata. El reparto principal está integrado por Norma Aleandro, Nicolás Furtado, Maite Lanata, Jorge Marrale y Alejandro Awada, quienes prestaron sus voces en español a los personajes centrales. El paraíso se estrenó el 8 de septiembre de 2022 en las salas de cines de Argentina. Estuvo disponible por tiempo limitado en la página CINE.AR Play a mediados del 2023, aunque hasta el día de la fecha, ya no se encuentra disponible. 
La película recibió una nominación en la 10.ª edición de los premios Platino en la categoría «Mejor película de animación».

## Sinopsis
Ambientada en el año 1926, cuenta la historia de Magdalena y Anna Scilko, dos hermanas que llegan de Polonia a Rosario para buscar un futuro mejor. Sin embargo, al momento de desembarcar se darán cuenta que fueron traídas engañadas para integrar una red de trata de personas que es manejada por los hermanos Abramov, unos criminales mafiosos y poderosos de la ciudad.

## Reparto
- Norma Aleandro como Magdalena Scilko (anciana)
- Nicolás Furtado como Ian Abramov
- Maite Lanata como Magdalena Scilko (joven)
- Jorge Marrale como León Abramov
- Alejandro Awada como Roco Falcao
- César Bordón como Juan Scilko
- Mariano Chiesa como Aaron Abramov
- Claudio Da Passano como Vicente
- Carlos Kaspar como Cónsul Ladislao
- Favio Posca como Lebrum
- Juana Viale como Madame Safó
- Marcos Woinski como Vladimir
- Elena Roger como Cantante
- Ernesto Larrese como Periodista
- Lourdes Isola como Anna Scilko
- Marcelo Armand como Juez
- Dante Martínez como Marquez
- Ignacio Rodríguez de Anca como Kaspar

## Recepción

### Comentarios de la crítica
En el sitio web Todas las críticas, El paraíso posee una aprobación del 71% basado en 17 reseñas. Diego Batlle de Otros cines destacó que «El paraíso tiene unos cuantos climas logrados y valiosas ideas visuales, aunque por momentos la animación luce por momentos un poco "robótica", sin alcanzar la fluidez y naturalidad que seguramente se podría haber conseguido si se hubiese contado con un presupuesto más holgado». Paula Vázquez Prieto de La Nación manifestó que la cinta «logra una minuciosa reconstrucción nítida y precisa» en su trama, pero que no tiene un «acercamiento carnal a aquellos conflictos morales». Adrián Monserrat de Escribiendo cine describió que «la película es un logro, tanto desde el punto de vista estético como de la construcción de la historia», aunque criticó que «la animación en 3D está bien concebida aunque no es del todo eficiente debido a los movimientos poco naturales de cada personaje».
En una reseña para El Destape Web, Ignacio Durand escribió que «El paraíso es una película que va por carriles esperados, sin sorpresas y apelando a algunos eficaces lugares comunes, bien usados para potenciar el drama en las escenas más fuertes». Manuel Villar Lifac de Clarín resaltó que en el filme «impacta el realismo fotográfico de los escenarios en los que transcurre este drama» y «vale mucho destacar la potencia del sonido».

### Premios y nominaciones
| Lista de premios y nominaciones | Lista de premios y nominaciones | Lista de premios y nominaciones | Lista de premios y nominaciones                            | Lista de premios y nominaciones | Lista de premios y nominaciones |
| Año                             | Organización                    | Categoría                       | Nominado/a(s)                                              | Resultado                       | Ref(s)                          |
| ------------------------------- | ------------------------------- | ------------------------------- | ---------------------------------------------------------- | ------------------------------- | ------------------------------- |
| 2022                            | Premios Sur                     | Mejor sonido                    | Gustavo Pomeranec y Adrián Rodríguez                       | Ganadores                       | [ 13 ]                          |
| 2023                            | Premios Platino                 | Mejor película de animación     | El paraíso                                                 | Nominada                        | [ 14 ]                          |
| 2023                            | Premios Cóndor de Plata         | Mejor canción original          | «Un instante irreversible» de Elena Roger y Santiago Walsh | Ganadores                       | [ 15 ]                          |